# Leptogomphus uenoi
Leptogomphus uenoi är en trollsländeart som beskrevs av Syoziro Asahina 1996. Leptogomphus uenoi ingår i släktet Leptogomphus och familjen flodtrollsländor. IUCN kategoriserar arten globalt som otillräckligt studerad. Inga underarter finns listade i Catalogue of Life.